# Raffaele Manzoni
Raffaele Manzoni (Acireale, 1917 – Acireale, 6 agosto 2011) è stato uno schermidore e maestro di scherma italiano, assieme a Pasquale Timmonieri caposcuola della scherma catanese.

## Biografia
Conseguì il diploma di maestro di scherma nel 1939 presso la Scuola Nazionale Militare ex GIL di Roma, sostenendo gli esami di fronte ad una commissione di cui facevano parte Nedo Nadi e Agesilao Greco. Ebbe come maestri autentiche leggende della scherma italiana: Ugo Pignotti per il fioretto, Bino Bini per la sciabola e Dario Mangiarotti per la spada. Gli eventi bellici, durante i quali combatté in Grecia ed Albania, postergarono l'inizio della sua attività didattica alla fine della guerra, quando, ritornato nella sua Acireale, iniziò l'insegnamento della scherma presso il Collegio Pennisi. Nel volgere di pochi anni le qualità didattiche del maestro Raffaele Manzoni vennero alla ribalta e la schermea acese cominciò a far parlare di se in campo nazionale ed internazionale. Costretto ad emigrare a Catania per mancanza di risorse finanziarie, trovò accoglienza e capacità organizzative al CUS Catania, dove con Pasquale Timmonieri creò la scuola che ha fornito all'Italia molti atleti di successo.
Tra i suoi allievi ricordiamo Michele Leonardi, il figlio Sebastiano Manzoni, Antonio Pulvirenti, Roberto Fiaccavento, Lidia Patti, Ivan Lombardo, Domenico Patti. Nel 1984 curò la preparazione del campione catanese Angelo Arcidiacono che avrebbe vinto la medaglia d'oro con la squadra di sciabola. Anche lui ebbe una lunghissima carriera di oltre 60 anni, durante i quali ricopri anche importanti incarichi in ambito magistrale nazionale.
Raffaele Manzoni muore nella notte tra il 5 e 6 agosto 2011 all'età di 94 anni.